# Gil Evans/Diskografie

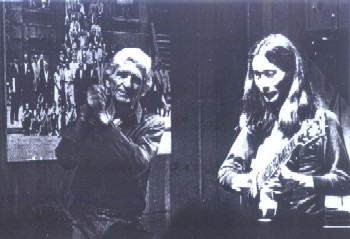
Gil Evans (links) mit Ryō Kawasaki

Diese Diskografie des US-amerikanischen Arrangeurs, Komponisten, Pianisten und Bandleaders Gil Evans enthält im ersten Teil alle Schallplatten, die er zwischen 1957 (Miles Ahead) und 1987 (Paris Blues) unter eigenem Namen oder als Co-Leader eingespielt hat. Im zweiten Teil sind seine Mitwirkungen als Pianist, Orchesterleiter bzw. als Arrangeur gelistet. Ein dritter Teil umfasst posthume Veröffentlichungen mit Arrangements von Gil Evans.

## Aufnahmen unter eigenem Namen und als Co-Leader
| Titel                                                             | Künstler/Band                                                 | Rolle   | Musiklabel                           | Aufnahme   | Veröffentlichung                                                                              |
| ----------------------------------------------------------------- | ------------------------------------------------------------- | ------- | ------------------------------------ | ---------- | --------------------------------------------------------------------------------------------- |
| Miles Ahead                                                       | „Miles Davis + 19“ Orchestra under the direction of Gil Evans | A, O    | Columbia Records                     | 1957       |                                                                                               |
| Gil Evans and Ten (= Big Stuff)                                   | The Gil Evans Orchestra                                       | A, O, P | Prestige Records                     | 1957       |                                                                                               |
| Porgy and Bess                                                    | Miles Davis Orchestra under the Direction of Gil Evans        | A, O    | Columbia                             | 1958       |                                                                                               |
| New Bottle, Old Wine                                              | The Gil Evans Orchestra featuring Cannonball Adderley         | A, O, P | Pacific Jazz Records                 | 1958       |                                                                                               |
| Great Jazz Standards                                              | The Gil Evans Orchestra                                       | A, O, P | Pacific Jazz                         | 1959       |                                                                                               |
| Sketches of Spain                                                 | Miles Davis & Gil Evans                                       | A, O    | Columbia                             | 1960       |                                                                                               |
| Out of the Cool                                                   | The Gil Evans Orchestra                                       | A, O, P | Impulse! Records                     | 1960       | 1961                                                                                          |
| Into the Hot                                                      | The Gil Evans Orchestra                                       | O?      | Impulse!                             | 1961       | 1962; eigentlich die Ensembles von John Carisi und Cecil Taylor                               |
| Quiet Nights                                                      | Miles Davis & Gil Evans & his Orchestra                       | A, O    | Columbia                             | 1962/63    | 1964                                                                                          |
| The Individualism of Gil Evans                                    | The Gil Evans Orchestra                                       | A, O, P | Verve Records                        | 1963/64    | 1964                                                                                          |
| Gil Evans Orchestra with Kenny Burrell & Phil Woods               | The Gil Evans Orchestra                                       | A, O, P | Verve Records                        | 1963/64    | 1964                                                                                          |
| Gil Evans (= Blues In Orbit)                                      | The Gil Evans Orchestra                                       | A, O, P | Ampex/Inner City/Enja                | 1969/1971  | 1969/1985                                                                                     |
| Where Flamingos Fly                                               | The Gil Evans Orchestra                                       | A, O, P | Artists House                        | 1971       | 1981 (A&M)                                                                                    |
| Masabumi Kikuchi / Gil Evans                                      | Masabumi Kikuchi/Gil Evans (Big Band)                         | A, O, P | Philips/Nippon Phonogram (Japan)     | 1972       |                                                                                               |
| Svengali                                                          | Gil Evans Orchestra                                           | A, O, P | Atlantic Records                     | 1973       |                                                                                               |
| The Gil Evans Orchestra Plays the Music of Jimi Hendrix           | Gil Evans Orchestra                                           | A, O, P | RCA Victor                           | 1974       | 1988                                                                                          |
| Montreux Jazz Festival ’74                                        | Gil Evans (Orchestra)                                         | A, O, P | Philips/Nippon Phonogram (Japan)     | 1974       |                                                                                               |
| There Comes a Time                                                | Gil Evans & His Orchestra                                     | A, O, P | RCA                                  | 1975       | 1976, 1988                                                                                    |
| Tokyo Concert                                                     | Gil Evans (Orchestra)                                         | A, O, P | Ryka Music                           | 1976       | 2017                                                                                          |
| Synthetic Evans                                                   | Gil Evans Orchestra                                           | A, O, P | Poljazz                              | 1976       |                                                                                               |
| Live in Dortmund 1976                                             | The Gil Evans Orchestra Guest Star Roland Kirk                | A, O, P | JazzTraffic                          | 2017       | 1976                                                                                          |
| Priestess                                                         | Gil Evans Orchestra                                           | A, O, P | Antilles                             | 1977       | 1983                                                                                          |
| Live at the Royal Festival Hall London 1978                       | Gil Evans (Orchestra)                                         | A, O, P | RCA Records                          | 1978       | 1979                                                                                          |
| Parabola                                                          | Gil Evans Orchestra                                           | A, O, P | Horo                                 | 1978       | 1980                                                                                          |
| Little Wing (Live in Germany)                                     | Gil Evans Orchestra feat. George Adams                        | A, O, P | Circle Records/West Wind/DIW Records | 1978       |                                                                                               |
| The Rest of Gil Evans Live at the Royal Festival Hall London 1978 | Gil Evans (Orchester)                                         | A, O, P | Mole Jazz                            | 1978       | 1981                                                                                          |
| Heroes & Anti-Heroes                                              | Gil Evans & Lee Konitz                                        | P       | Verve                                | 1980       | 1991                                                                                          |
| Live at the Public Theatre (New York 1980)                        | Gil Evans (Orchestra)                                         | A, O, P | Trio Records/Black Hawk              | 1980       | 1981                                                                                          |
| Lunar Eclypse                                                     | Gil Evans & the Gil Evans Orchestra                           | A, O, P | Newtone                              | 1981       | 1992                                                                                          |
| The British Orchestra                                             | Gil Evans (Bigband mit u. a. John Surman)                     | A, O, P | TAA/Mole                             | 1983       |                                                                                               |
| Take Me to the Sun                                                | Gil Evans with RMS                                            | A, P    | Last Chance Music                    | 1983, 1988 | 2000                                                                                          |
| Live at Sweet Basil                                               | Gil Evans & the Monday Night Orchestra                        | A, O, P | Gramavision/King Records             | 1984       | 1987                                                                                          |
| Live at Sweet Basil Vol. 2                                        | Gil Evans & the Monday Night Orchestra                        | A, O, P | Gramavision/King Records             | 1984       | 1987                                                                                          |
| Live under the Sky: Tokyo 84                                      | Gil Evans (Orchestra) & Jaco Pastorius                        | A, O, P | Hi Hat (Soulfood)                    | 1984       | 2016                                                                                          |
| Farewell                                                          | Gil Evans & the Monday Night Orchestra                        | A, O, P | Bellaphon/Pro Jazz/King              | 1986       | 1987                                                                                          |
| Bud and Bird                                                      | Gil Evans & the Monday Night Orchestra                        | A, O, P | Pro Jazz/King                        | 1986       | 1987                                                                                          |
| Live 1986 – Unissued                                              | Gil Evans (Gil Evans Orchestra)                               | A, O, P | Musica Jazz                          | 1986       | 1994 (Mitschnitte aus Mailand, Florenz und Lugano; auch als The Honey Man bei New Tone, 1995) |
| 75th Birthday Concert                                             | Gil Evans Orchestra                                           | A, O, P | BBC                                  | 1987       |                                                                                               |
| Strange Fruit                                                     | Sting & Gil Evans (Gil Evans Orchestra)                       | A, O, P | ITM                                  | 1976, 1987 | 1997 (Bootleg)                                                                                |
| Last Session                                                      | Sting & Gil Evans (Gil Evans Orchestra)                       | A, O, P | Jazz Door                            | 1987       | 1991                                                                                          |
| Live at Umbria Jazz Vol. 1                                        | Gil Evans Orchestra                                           | A, O, P | Egea                                 | 1987       | 2000                                                                                          |
| Live at Umbria Jazz Vol. 2                                        | Gil Evans Orchestra                                           | A, O, P | Egea                                 | 1987       | 2001                                                                                          |
| Collaboration                                                     | Helen Merrill & Gil Evans                                     | A, O    | EmArcy                               | 1987       | 1988                                                                                          |
| Rhythm-A-Ning                                                     | Gil Evans & Laurent Cugny & Big Band Lumière                  | A, O, P | EmArcy                               | 1987       | 1988                                                                                          |
| Golden Hair                                                       | Gil Evans & Laurent Cugny & Big Band Lumière                  | A, O, P | Emarcy                               | 1987       | 1989                                                                                          |
| Paris Blues                                                       | Gil Evans & Steve Lacy                                        | P       | Owl Records                          | 1987       | 1988                                                                                          |

## Posthume Veröffentlichungen
| Titel                                                              | Musiklabel              | Aufnahme | Veröffentlichung | Anmerkungen |
| ------------------------------------------------------------------ | ----------------------- | -------- | ---------------- | --- |
| The Gil Evans Orchestra - Hidden Treasures Volume 1, Monday Nights | Bopper Spock Suns Music |          | 2018             | mit Miles Evans, Shunzo Ohno, David Taylor, Chris Hunter, Alex Foster, John Clark, Pete Levin, Marc Egan, Kenwood Dennard, Mino Cinelu, Gabby Abularach, Vernon Reid, David Mann, Alden Banta, Gary Smulyan, Dave Bargeron, Birch Johnson, Delmar Brown, Jon Faddis, Alex Sipiagin, Matthew Garrison, Darryl Jones, Gil Goldstein, Paul Shaffer |

## Alben unter Mitwirkung von Gil Evans als Pianist, Arrangeur und Orchesterleiter
| Titel                                                       | Künstler/Band                                                   | Rolle   | Musiklabel         | Aufnahme   | Veröffentlichung          | Anmerkungen |
| ----------------------------------------------------------- | --------------------------------------------------------------- | ------- | ------------------ | ---------- | ------------------------- | --- |
| Swingin’ Uptown                                             | Skinnay Ennis Orchestra                                         | A, O    | RCA Victor         | 1939       |                           | nur „Halloween Stomp“, evtl. spielt Evans Celesta                                                                              |
| The Best of the Big Bands                                   | Claude Thornhill Orchestra                                      | A       | Columbia Records   | 1942/47    |                           | |
| Transcription Performances 1947                             | Claude Thornhill Orchestra                                      | A       | Hep Records        | 1947       |                           | |
| The Real Birth of the Cool                                  | Miles Davis Nonet                                               | A, O    | Bandstand          | 1948       | 1998                      | |
| Birth of the Cool                                           | Miles Davis Nonet                                               | A       | Capitol Records    | 1949/50    | 1954 als Classics in Jazz | nur „Boplicity“ und „Moon Dreams“                                                                                              |
| Billy Butterfield Orchestra                                 | Billy Butterfield Orchestra                                     | A       | London Records     | 1950       |                           | |
| It’s a Great Feeling                                        | Pearl Bailey                                                    | A, O    | Columbia           | 1950       |                           | |
| The Genius of Charlie Parker #7                             | Charlie Parker                                                  | A, O    | Clef Records/Verve | 1953       |                           | |
| Mainstream of Jazz                                          | Gerry Mulligan                                                  | A       | Phonogram Records  | 1956       |                           | |
| The Teddy Charles Tentet                                    | Teddy Charles                                                   | A       | Atlantic Records   | 1956       |                           | nur „You Go to My Head“ |
| Johnny Mathis                                               | Johnny Mathis                                                   | A       | Columbia Records   | 1956       | 1957                      | |
| The Jazz Workshop                                           | Hal McKusick                                                    | A       | RCA Victor         | 1956       |                           | |
| Dream of You                                                | Helen Merrill                                                   | A, O    | Emarcy             | 1956       | 1957                      | |
| They’re Playing Our Song                                    | Billy Butterfield Orchestra                                     | A       | RCA Records        | 1956       |                           | |
| This Is Lucy Reed                                           | Lucy Reed                                                       | A, P    | Fantasy Records    | 1957       |                           | nur drei Arrangements von Evans: „Love for Sale“, „A Trout No Doubt“ und „No Moon at All“                                      |
| Debut                                                       | Marcy Lutes                                                     | A, O    | Decca Records      | 1957       |                           | fünf Arrangements von Evans, weitere Titel von Marion Evans bzw. Ralph Burns                                                   |
| Jamaica Jazz                                                | Don Elliott Octet featuring Candido                             | A, O    | ABC-Paramount      | 1957       |                           | |
| Miles Davis at Carnegie Hall                                | Miles Davis with Gil Evans and His 21 Piece Orchestra           | A, O    | Columbia           | 1961       | 1962                      | |
| The Sourcerer                                               | Miles Davis                                                     | A       | Columbia           | 1962, 1967 | 1991                      | |
| Guitar Forms                                                | Kenny Burrell                                                   | A, O    | Verve              | 1964       | 1965                      | einige Titel wiederveröffentlicht auf den Burrell-Kompilationen Verve Jazz Masters 45 bzw. Guitar                              |
| Look to the Rainbow                                         | Astrud Gilberto                                                 | A, O, P | Verve              | 1965       | 1966                      | |
| Filles de Kilimanjaro                                       | Miles Davis                                                     | A       | Columbia           | 1969       |                           | |
| Satin Doll                                                  | Kimiko Kasai with Gil Evans Orchestra                           | A, O, P | CBS Sony           | 1972       |                           | |
| Decoy                                                       | Miles Davis                                                     | A       | Columbia           | 1982       |                           | nur der Titel That’s Right |
| Hanalei Bay                                                 | Lew Soloff                                                      | P       | King               | 1983       | 1985                      | mit Pete Levin, Hiram Bullock, Adam Nussbaum, Kenwood Dennard, Manolo Badrena                                                  |
| Misa Espiritual                                             | Airto Moreira (mit Gil Evans + WDR Big Band)                    | A, O    | Harmonia Mundi     | 1983       |                           | |
| That’s the Way I Feel Now: A Tribute to Thelonious Monk     | Various Artists/Hal Willner                                     | P       | A & M              | 1984       |                           | Nur auf einem Stück, Bemsha Swing                                                                                              |
| Insignificance – The Shape of the Universe                  | Various Artists                                                 | A, O    | Zenith             | 1985       |                           | |
| The Mother of the Book                                      | Glen Hall, Gil Evans                                            | A, O, P | Inrespect/Koch     | 1985       | 1994                      | |
| Absolute Beginners. The Original Motion Soundtrack          | (David Bowie)                                                   | A       | Virgin             | 1986       |                           | |
| Ornella Valoni                                              | Ornella Vanoni                                                  | P       | Le Chant du Monde  | 1986       |                           | Auf den Titeln „Nel Cielo Dei Bar“ und „Una Sigaretta“                                                                         |
| The Color of Money – The Original Motion Picture Soundtrack | Robbie Robertson                                                | A       | MCA                | 1986       |                           | nur „The Main Title“ und „Modern Blues“                                                                                        |
| O.N.J. ’86                                                  | Orchestre National de Jazz, unter Leitung von François Jeanneau | A       | Label Bleu         | 1986       |                           | nur „Waltz“ |
| Nothing Like the Sun                                        | Sting                                                           | A, O    | A&M                | 1987       |                           | nur auf „Little Wing“ |
| O.N.J. ’87                                                  | Orchestre National de Jazz unter Leitung von Antoine Hervé      | A, P    | Label Bleu         | 1987       |                           | nur „Orange Was the Colour of Her Dress, Then Blue Silk“                                                                       |
| Why not Now                                                 | Ray Russell                                                     | P       | Theta              | 1988       |                           | nur auf zwei Stücken „The Pan Piper“ und „Sketches of Spain“, beide mit Mark Isham; auch unter dem Titel Childscape (auf B &W) |
| A Table Near the Band                                       | Ray Russell                                                     | P       | Last Chance Music  | 1988       | 1990                      | nur auf einem Titel „London Revisited“                                                                                         |
| Goodbye Svengali                                            | Ray Russell                                                     | P       | B & W              | 1988       | 1996                      | nur auf einem Titel „Goodbye Pork Pie Hat“ im Duo mit Russell (gekürzt, sonst wie auf Take Me to the Sun?)                     |

## Posthume Veröffentlichungen mit Arrangements Gil Evans’
| Titel                                            | Künstler/Band                              | Musiklabel           | Aufnahme | Anmerkungen |
| ------------------------------------------------ | ------------------------------------------ | -------------------- | -------- | --- |
| Tribute to Gil                                   | The Gil Evans Orchestra                    | Soul Note            | 1988     | Livemitschnitt von zwei Italien-Konzerten des Gil Evans Orchestra unter Leitung von Gil Goldstein |
| Santander                                        | Laurent Cugny / Big Band Lumière           | Polygram/Emarcy      | 1991     | Nur eins der sechs Stücke, Orgone, ist von Evans komponiert/arrangiert |
| Miles & Quincy Live at Montreux                  | Miles Davis/Quincy Jones                   | Warner Brothers      | 1991     | Davis und Jones mit The George Gruntz Concert Jazz Band und dem Gil Evans Orchestra |
| Rebirth of the Cool                              | Gerry Mulligan                             | GRP Records          | 1992     | Neuaufnahme der Birth of the Cool-Session 1949/50 mit zwei Arrangements von Gil Evans, Moon Dreams und Boplicity |
| Playing the Music of Gil Evans. Vol. 1           | The Monday Night Orchestra                 | Sweet Basil/Apollon  | 1993     | Livemitschnitt von Konzerten am 19. und 20. März 1993 im Sweet Basil unter Leitung von Gil Goldstein |
| Playing the Music of Gil Evans. Vol. 2           | The Monday Night Orchestra                 | Sweet Basil/Apollon  | 1993     | Livemitschnitt von Konzerten am 19. und 20. März 1993 im Sweet Basil unter Leitung von Gil Goldstein |
| Streams of Expression                            | Joe Lovano                                 | Blue Note Records    | 2006     | enthält Überarbeitungen der Evans-Arrangements von „Boplicity“ und „Moon Dreams“ für zwölfköpfiges Ensemble durch Gunther Schuller. Die Stücke sind mit „Move“ zu einer Suite verknüpft                                                                         |
| Moon Dreams – Gil Evans & Gerry Mulligan         | Dutch Jazz Orchestra                       | Challenge Records    | 2008     | Das Album ist den relativ unbekannt gebliebenen Werken des Claude Thornhill Orchestra gewidmet, mit zwei Arrangements von Gil Evans für das Thornhill-Orchestra und einer Version von Moon Dreams.                                                              |
| Centennial – Newly Discovered Works of Gil Evans | Gil Evans Project Orchestra/Ryan Truesdell | Artist Share         | 2011     | Die Arrangements, u. a. drei Gesangsnummern (mit aktuell Kate McGarry, Wendy Gilles und Luciana Souza), entstanden zwischen 1947 und 1971 und wurden großteils erst durch Ryan Truesdell wiederentdeckt                                                         |
| Play Gil Evans                                   | Mike Gibbs + Twelve                        | Whirlwind Recordings | 2012     | Auf dem Album von 2013 werden sieben Arrangements von Evans interpretiert; Ida Lupino und zwei Titel von Gibbs werden zudem in dessen Arrangements gespielt |
| Lines of Color: Live at Jazz Standard            | Gil Evans Project Orchestra/Ryan Truesdell | Artist Share         | 2014     | Elf Arrangements von Gil Evans sind auf dem Album von 2015, die großteils in dieser Form im Original von Evans eingespielt wurden (ausgenommen drei Arrangements für Claude Thornhill und eines für Kenny Burrell, das auf Guitar Forms 1964 vorgestellt wurde) |
| Spoonful                                         | Gil Evans Paris Workshop, Laurent Cugny    | Jazz & People        | 2016     | Doppelalbum von 2017. Enthält neben einer CD mit Titeln von Cugny eine zweite CD Time of the Barracudas – Musique de Gil Evans mit zwölf Arrangements von Evans-Titeln von diesem bzw. Cugny                                                                    |

## Anhang: Gil Evans in Film und Video
- Miles Davis Quintet/Gil Evans Orchestra (Robert Herridge Television Theater 1959), Jazz Masters Vintage Collections, Vol. 2, Vision 50240-2.
- World of Rhythm Live – Gil Evans and His Orchestra (Live at Montreux, 1983), View Video 1301.
- RMS & Gil Evans: Live at the Montreux Jazz Festival 1983 NJPDVD 617.
- Jazz à Paris – Gil Evans & Laurent Cugny & Big Band Lumière 1987, Polygram Video 041780-2.
- Gil Evans (Dokumentarfilm) Amerimage-TV Ontario, 1998.